# Eureka (serie televisiva)
Eureka (conosciuta anche con il titolo A Town Called Eureka) è una serie televisiva statunitense di fantascienza, trasmessa per cinque stagioni dal 2006 al 2012 sul network Sci-Fi Channel, poi diventato Syfy.
L'episodio finale della serie è andato in onda in patria il 16 luglio 2012 su Syfy.
In Italia ha debuttato dal 4 agosto 2007 su Fox Italia che ha trasmesso le prime due stagioni in prima visione assoluta, mentre la terza venne trasmessa da FX e le ultime due da AXN Sci-Fi; in chiaro ha debuttato il 7 dicembre 2009 in prima visione free su Rai 4 (che ha trasmesso la terza stagione in prima visione assoluta).
La serie è stata girata nella Columbia Britannica, in Canada.

## Trama
Eureka è una città segreta abitata dalle migliori menti degli Stati Uniti, fondata nel 1947 per volontà di Albert Einstein e controllata dal Dipartimento della Difesa. Il Marshal Jack Carter, in viaggio per riportare a Los Angeles una fuggitiva minorenne che si rivelerà essere sua figlia Zoe, è costretto a sostare ad Eureka a causa di un guasto alla macchina e sostituisce temporaneamente lo sceriffo locale, Cobb, rimasto infortunato nel corso di un'indagine. L'agente di collegamento Allison Blake mette al corrente Carter della vera natura di Eureka e lo introduce alla Global Dynamics, il centro di ricerca dove lavorano gli scienziati di Eureka; risolta l'indagine, Carter torna a Los Angeles, ma scopre di essere stato promosso a sceriffo di Eureka dietro segnalazione dello stesso Cobb, che in seguito all'incidente ha dovuto ritirarsi. Carter si trasferisce perciò ad Eureka assieme a Zoe; con l'aiuto della sua vicesceriffo Jo Lupo, Carter dovrà mantenere l'ordine in città e risolverne gli intriganti misteri.

## Episodi
| Stagione         | Episodi | Prima TV USA | Prima TV Italia |
| ---------------- | ------- | ------------ | --------------- |
| Prima stagione   | 12      | 2006         | 2007            |
| Seconda stagione | 13      | 2007         | 2008            |
| Terza stagione   | 18      | 2008-2009    | 2010            |
| Quarta stagione  | 21      | 2010-2011    | 2010-2013       |
| Quinta stagione  | 13      | 2012         | 2013            |

## Personaggi e interpreti
- Jack Carter (stagione 1-5), interpretato da Colin Ferguson. 
ex Marshal federale e sceriffo della città. Vive assieme alla figlia Zoe nella casa bunker automatizzata gestita da S.A.R.A. (in originale S.A.R.A.H.), un'intelligenza artificiale creata da Douglas Fargo. Uomo pratico e di mentalità semplice, al contrario del resto dei cittadini, è tuttavia dotato di grande intuito e sangue freddo e salva regolarmente Eureka da catastrofi e incidenti di ogni sorta.
- Zoe Carter (stagione 1-5), interpretata da Jordan Hinson.
Figlia adolescente di Jack Carter, è inizialmente una ribelle e una truffatrice che vive di espedienti. Dopo essersi trasferita con il padre ad Eureka, Zoe, che si rivelerà essere intellettualmente molto dotata, cambierà radicalmente, diventando una ragazza matura e responsabile. Nella terza stagione ottiene l'ammissione anticipata alla facoltà di medicina ad Harvard.
- Allison Blake (stagione 1-5), interpretata da Salli Richardson.
Agente di collegamento del Dipartimento della difesa e in seguito direttrice della Global Dynamics, il centro di ricerca di Eureka; è anche ex moglie di Nathan Stark, con il quale si rimetterà nel corso della serie. Ha un figlio di nome Kevin, affetto da una forma di autismo; successivamente avrà da Nathan una bambina, che chiamerà Jenna. A partire dalla quarta stagione, in seguito alle modifiche della linea temporale, ricopre l'incarico di responsabile medico della Global e il posto di direttore è preso da Douglas Fargo. Prima di trasferirsi ad Eureka era un medico.
- Nathan Stark (stagioni 1-3), interpretato da Ed Quinn.
Premio Nobel e direttore della Global Dynamics nella prima stagione, è uno dei migliori scienziati di Eureka. Affascinante e un po' borioso, è perennemente in contrasto con Carter, anche se in fondo tra loro c'è grande rispetto; è inoltre ossessionato da un misterioso "Manufatto" energetico custodito alla Global di cui cerca di scoprire la natura. Ex marito di Allison, di cui è sempre rimasto profondamente innamorato, si riavvicina a lei nel corso della serie e decidono infine di risposarsi; muore il giorno stesso delle nozze, sacrificandosi per salvare il mondo da un paradosso temporale. Il personaggio è chiaramente ispirato a Tony Stark.
- Josephina "Jo" Lupo (stagioni 1-5), interpretata da Erica Cerra.
Vicesceriffo di Eureka ed ex soldato delle Forze Speciali, è il fedele braccio destro di Carter. Ha una relazione con Zane Donovan, che porta avanti tra alti e bassi, ma ha avuto un breve intrallazzo anche con Jim Taggart. Dalla quarta stagione, in seguito alle modifiche della linea temporale, diventa il capo della sicurezza della Global Dynamics e il posto di vicesceriffo è ricoperto dall'androide Andy.
- Douglas Fargo (stagioni 1-5), interpretato da Neil Grayston.
Ricercatore della Global Dynamics e assistente di Nathan Stark, è timido e impacciato ed è universalmente considerato uno dei peggiori combinaguai di Eureka. Lavora soprattutto nel campo delle intelligenze artificiali: tra i suoi progetti si ricordano S.A.R.A., Andy e Tabitha, un software per la guida degli autoveicoli. È un fan sfegatato di Sarah Michelle Gellar. Nella quarta stagione, nella nuova linea temporale, diventa il nuovo direttore della Global Dynamics e inizia una relazione con Holly Marten.
- Henry Deacon (stagioni 1-5), interpretato da Joe Morton.
In passato ingegnere aerospaziale, Henry è un esperto in svariati campi scientifici ed è il migliore amico di Carter. In passato è stato anche mentore di Nathan, del quale non approva tuttavia la mentalità cinica e pragmatica. Nella prima stagione vive un'intensa storia con la collega Kim Yamazaki, ma la loro relazione terminerà tragicamente con la morte di Kim, che perde la vita in un incidente durante un test sul Manufatto. Nella terza stagione diventa sindaco di Eureka e nella quarta, in seguito alle modifiche della linea temporale, si ritroverà sposato con Grace Monroe.
- Beverly Barlowe (stagioni 1-5), interpretata da Debrah Farentino.
Psichiatra della città e agente in incognito del "Consorzio", un'organizzazione che mira al controllo dello sviluppo scientifico; come tale, lo scopo di Beverly è ostacolare gli studi sul Manufatto, il cui potere è ritenuto dal Consorzio troppo pericoloso da poter essere lasciato alla Global Dynamics. È la figlia di Adam Barlowe, uno dei fondatori del Consorzio, e crede fermamente che il progresso scientifico vada tenuto sotto controllo per il bene dell'umanità. Nella prima stagione, sabota l'esperimento sul Manufatto di Stark e Kim, causando la morte di quest'ultima, e verrà fatta arrestare da Stark; ritorna ad Eureka nella seconda stagione sotto custodia dello stesso Stark, che ha bisogno di lei per scollegare Kevin Blake dal Manufatto, e successivamente riesce a scappare grazie ad un sistema di teletrasporto. Nella quarta e nella quinta stagione prende parte al dirottamento della navicella Astraeus.
- Zane Donovan (stagioni 2-5), interpretato da Niall Matter.
 Genio ribelle, hacker e fisico di prim'ordine nonostante non abbia mai completato gli studi, viene pizzicato mentre tenta di introdursi nel computer di una banca e condotto ad Eureka da Allison, che in cambio della libertà lo assume alla Global Dynamics. Dopo un inizio burrascoso, metterà la testa a posto e inizierà una storia con Jo. Nella quinta stagione viene promosso a capo della Sezione 5.
- Jim Taggart (stagioni 1-5), interpretato da Matt Frewer.
 Eccentrico zoologo di origini australiane specializzato in contenimento biologico, è uno dei personaggi più pittoreschi della città. Nella prima stagione ha una brevissima storia con Jo.
- Andy (stagioni 3-5), interpretato prima da Ty Olsson e poi da Kavan Smith.
È un androide creato alla Global Dynamics come rimpiazzo di Carter, licenziato nella terza stagione per aver coperto la fuga di Eva Thorne. Nella quarta stagione, in seguito alle modifiche alla linea temporale, diventa il nuovo vicesceriffo. Ha inoltre una storia con S.A.R.A.
- Grace Monroe (stagioni 4-5), interpretata da Tembi Locke.
 Estroversa e solare, è un'esperta in neuroscienze e meccanica, ed è la moglie di Henry nella nuova linea temporale.
- Holly Marten (stagioni 4-5), interpretata da Felicia Day.
 È un'esperta in missilistica mandata ad Eureka dal Dipartimento della Difesa per supervisionare il progetto Astreus; s'innamora di Fargo, con il quale intraprende una relazione. Nella quinta stagione viene imprigionata dal Consorzio in una simulazione virtuale con il resto dell'equipaggio e uccisa quando scopre la verità; la sua coscienza, tuttavia, rimane viva all'interno del programma, e Fargo e Zane riusciranno ad estrarla ed impiantarla in un nuovo corpo.
- Tess Fontana (stagioni 3-4), interpretata da Jaime Ray Newman.
Astrofisica e vecchia amica di Allison, è il capo della Sezione 5 nella terza stagione. Inizia una storia con Carter, che però avrà termine quando Tess lascerà Eureka per un lavoro in Australia.
- Trevor Grant (stagioni 4-5), interpretato da James Callis.
Fisico e assistente di Albert Einstein nel 1947, quando Eureka era ancora una base militare. Incontra Carter, Allison, Henry, Jo e Fargo quando questi ultimi, a causa di un bizzarro incidente, vengono sbalzati nel passato e li aiuta a tornare nel presente, ritrovandosi nel 2010 insieme a loro. Assieme ad Adam Barlowe è uno dei fondatori del Consorzio.
- Kevin Blake (stagioni 1-5), interpretato da Meschach Peters (stagioni 1-3) e Trevor Jackson (stagioni 4-5). Figlio di Allison Blake, è affetto dalla sindrome del savant, da cui guarirà nella quarta stagione per effetto delle modifiche sulla linea temporale. Nella seconda stagione sviluppa un forte legame con il Manufatto che gli conferisce incredibili poteri e lo porrà nel mirino del Consorzio.
- Isaac Parrish (stagioni 4-5) interpretato da Wil Wheaton.
Spocchioso e indisponente, è il capo della sezione armi non letali della Global Dynamics ed è perennemente in conflitto con Fargo.
- Lucas (stagioni 2-3), interpretato da Vanya Asher.
È il ragazzo di Zoe. Nella quarta stagione, nella nuova linea temporale, il personaggio non appare; viene rivelato che Zoe e Lucas si sono lasciati e che Lucas, grazie alla raccomandazione di Henry, ha ottenuto una borsa di studio al MIT.

## Ascolti e critica
L'episodio pilota della serie ebbe alti ascolti (4,1 milioni di persone) e la serie si affermò subito come quella più vista del giovedì sera per quanto riguardava le reti via cavo. Fu anche l'esordio più visto della storia del canale Sci-Fi Channel. La prima puntata della seconda stagione ha avuto un ascolto di 2,5 milioni di spettatori, confermandosi il programma via cavo più visto.
La reazione della critica è stata divergente, con lodi generali per la premessa, ma con giudizi complessivi più negativi per quanto riguarda la scrittura della trama.
Il Seattle Post-Intelligencer ha scritto: «È tutto molto stravagante. Troppo stravagante, forse, per un pubblico abituato ad astronavi, robot ed esplosioni. Sebbene ogni episodio prometta un momento "ah!" basato sulla fisica dei quanti e su leggi scientifiche oscure, questo mondo risulta relativamente piatto, concettualmente, in confronto alla complessità intrinseca di serie come Stargate SG-1 e Battlestar Galactica. Questo non significa che Eureka sia una perdita completa di tempo. Per nulla. I personaggi sono divertenti, Ferguson è credibile e piacevole, le battute sono costruite solidamente e le immagini scorrono via lisce. È una serie dolce e probabilmente non durerà a lungo.»
Il New York Daily News ha scritto: «Con la sua nuova allegra serie Eureka, ambientata nel Northwest e che racconta la storia di un estraneo che esplora e si stabilisce in una remota città piena di eccentrici, Sci-Fi Channel non sta invitando a confronti con I segreti di Twin Peaks e Un medico tra gli orsi. Li sta chiedendo. Ma i coautori Andrew Cosby e Jaime Paglia ne escono piuttosto bene. Eureka ha una premessa, un cast e una trama che la rendono uno dei divertimenti dell'estate. Sci-Fi Channel voleva chiaramente reinventare le serie tv dell'estate ed uscire con qualcosa di fresco e divertente. E, Eureka!, ce l'hanno fatta!»
Il New York Post ne dà un giudizio di tre stelle sulle quattro disponibili.

## Premi e riconoscimenti
Eureka ha ricevuto una candidatura ai Premi Emmy 2007 per gli effetti speciali visivi.

## Distribuzione internazionale
| Paese               | Canale | Data d'esordio   |
| ------------------- | --- | ---------------- |
| Regno Unito Irlanda | Sci Fi | 2 agosto 2006    |
| Canada              | Space (inglese)                                                                                                | 3 settembre 2006 |
| Canada              | Ztélé (francese)                                                                                               | 29 agosto 2007   |
| Turchia             | DiziMax | 11 ottobre 2006  |
| Israele             | AXN | 6 novembre 2006  |
| Spagna              | Sci Fi, Cuatro                                                                                                 | 20 dicembre 2006 |
| Ungheria            | TV2 | 3 febbraio 2007  |
| America Latina      | Sci Fi | 1 aprile 2007    |
| Asia                | Star World (st.1-4), FX (st.5)                                                                                 | 30 maggio 2007   |
| Croazia             | HTV 2 | 4 luglio 2007    |
| Italia              | Fox (st.1-2), FX (st.3), AXN Sci-Fi (st.4+), Rai 4 (free)                                                      | 4 agosto 2007    |
| Polonia             | Canal+, Sci Fi                                                                                                 | 30 agosto 2007   |
| Portogallo          | FX | settembre 2007   |
| Francia             | Série Club, NT1                                                                                                | 24 ottobre 2007  |
| Germania            | ProSieben (st.1-4.20, 5.1-5), Syfy (st.4.21, 5.6+), ProSieben MAXX (st.4.21, free), Kabel eins (st.5.6+, free) | 25 febbraio 2008 |
| Repubblica Ceca     | Prima Cool | 2 aprile 2009    |